# Liste der Bodendenkmale in Bevern (Holstein)
In der Liste der Bodendenkmale in Bevern sind die Bodendenkmale der Gemeinde Bevern nach dem Stand der Bodendenkmalliste des Archäologischen Landesamts Schleswig-Holstein von 2016 aufgelistet. Die Baudenkmale sind in der Liste der Kulturdenkmale in Bevern (Holstein) aufgeführt.
| Denkmal-ID           | Befundart           | Bezeichnung            | Zeitstellung                 | Lage | Bemerkungen | Bild |
| -------------------- | ------------------- | ---------------------- | ---------------------------- | ---- | ----------- | ---- |
| aKD-ALSH-Nr. 002 394 | Grabmal > Grabhügel | Grabhügel „Bauernwald“ | Vor- und/oder Frühgeschichte |      |             |      |
| aKD-ALSH-Nr. 002 395 | Grabmal > Grabhügel | Grabhügel „Bauernwald“ | Vor- und/oder Frühgeschichte |      |             |      |
| aKD-ALSH-Nr. 002 396 | Grabmal > Grabhügel | Grabhügel „Bauernwald“ | Vor- und/oder Frühgeschichte |      |             |      |
| aKD-ALSH-Nr. 002 397 | Grabmal > Grabhügel | Grabhügel „Bauernwald“ | Vor- und/oder Frühgeschichte |      |             |      |
| aKD-ALSH-Nr. 002 398 | Grabmal > Grabhügel | Grabhügel „Bauernwald“ | Vor- und/oder Frühgeschichte |      |             |      |
| aKD-ALSH-Nr. 002 399 | Grabmal > Grabhügel | Grabhügel „Bauernwald“ | Vor- und/oder Frühgeschichte |      |             |      |
| aKD-ALSH-Nr. 002 400 | Grabmal > Grabhügel | Grabhügel „Bauernwald“ | Vor- und/oder Frühgeschichte |      |             |      |
| aKD-ALSH-Nr. 002 401 | Grabmal > Grabhügel | Grabhügel „Bauernwald“ | Vor- und/oder Frühgeschichte |      |             |      |